# 香港深鰕虎
香港深鰕虎（学名：Bathygobius hongkongensis）为鰕虎科深鰕虎魚屬下的一个种。